# 确定性算法
确定性算法（英語：deterministic algorithm）是计算机算法的一类。如果以算法的每一步骤是否确定来分类，计算机算法可以分为确定性算法和非确定性算法（英語：nondeterministic algorithm）。